# Tremestieri Etneo
Tremestieri Etneo er en italiensk by (og kommune) i regionen Sicilien i Italien, med omkring 19.557(2023) indbyggere.  